# Vermoeden van Beal
Het vermoeden van Beal is een vermoeden in de getaltheorie, dat luidt:
als de gehele getallen {\displaystyle x,y,z>2} en {\displaystyle a,b,c>0} voldoen aan:
{\displaystyle a^{x}+b^{y}=c^{z},}
dan hebben {\displaystyle a,b} en {\displaystyle c} een gemeenschappelijke priemfactor groter dan 1.
De miljardair Andrew Beal heeft dit vermoeden geformuleerd toen hij zich in 1993 bezighield met de laatste stelling van Fermat

## Voorbeelden
Er geldt: {\displaystyle 3^{3}+6^{3}=3^{5}} en de getallen 3 en 6 hebben de factor 3 gemeen. De getallen 7 en 14, waarvoor geldt dat {\displaystyle 7^{3}+7^{4}=14^{3}} hebben 7 als gemene deler.
De relatie {\displaystyle 2^{n}+2^{n}=2^{n+1}} heeft de generalisaties:
{\displaystyle 3^{3n}+[2(3^{n})]^{3}=3^{3n+2};\quad n\geq 1}
{\displaystyle (a^{n}-1)^{2n}+(a^{n}-1)^{2n+1}=[a(a^{n}-1)^{2}]^{n};\quad a\geq 2,n\geq 3}
en
{\displaystyle [a(a^{n}+b^{n})]^{n}+[b(a^{n}+b^{n})]^{n}=(a^{n}+b^{n})^{n+1};\quad a\geq 1,b\geq 1,n\geq 3}